# Lepidarchus adonis
Lepidarchus adonis és una espècie de peix de la família dels alèstids i de l'ordre dels caraciformes que es troba a Àfrica: sud de Ghana i de la Costa d'Ivori.
És un peix d'aigua dolça i de clima tropical (22 °C-26 °C). Els mascles poden assolir 2,1 cm de longitud total.

## Subespècies
- Lepidarchus adonis signifer (Isbrücker, 1970)[7]